# Universidade Lincoln (Pensilvânia)
Universidade Lincoln é a primeira universidade historicamente outorgada negra dos Estados Unidos. Fundada como uma universidade privada em 1854, desde 1972, tem sido uma instituição pública. Está localizada perto da cidade de Oxford, no sul do Condado de Chester, Pensilvânia.